# Voorgoed voorbij
A Voorgoed voorbij (magyarul: Örökre vége) egy dal, amely Hollandiát képviselte az 1956-os Eurovíziós Dalfesztiválon. A dalt Corry Brokken adta elő holland nyelven.
A dal az április 24-én tartott holland nemzeti döntőn nyerte el az indulás jogát. Az 1956-os versenyen rendhagyó módon mindegyik ország két dallal vett részt. A másik holland induló Jetty Paerl De vogels van Holland című dala volt.
A dal a francia sanzonok stílusában íródott, melyben az énekesnő egy korábbi szerelméhez énekel, és megkérdezi tőle, hogy a kapcsolatuk miért "több, mint jó".
A május 24-én rendezett döntőben a fellépési sorrendben nyolcadikkánt adták elő, az olasz Franca Raimondi Aprite le finestre című dala után és a svájci Lys Assia Refrain című dala előtt.
Az 1956-os verseny volt az egyetlen, ahol nem tartottak nyílt szavazást, hanem a szavazatok összesítése utána a zsűri elnöke bejelentette, hogy melyik dal végzett az első helyen. Így nem lehet tudni, hogy milyen eredményt ért el a dal a szavazás során, azon kívül, hogy nem nyert.